# سوت‌ساپلای
سوت‌ساپلای یک برند پوشاک مردانه است که توسط فوک دیانگ در سال ۲۰۰۰ در آمستردام تأسیس شد. این برند به خاطر انتخاب مکان‌های نامتعارف برای خرده‌فروشی‌های خود مشهور است. سوت‌ساپلای عضو انجمن  Fair Wear Foundation (FWF) است و برای تولید محصولات خود از تولیدات کارخانه‌های نساجی‌ مانند Vitale Barberis Canonico و Reda بهره می‌گیرد.

## تاریخچه
فوک دیانگ سوت‌ساپلای را در سن ۲۶ سالگی تأسیس کرد. او همچنان مشغول به اداره این شرکت است و به‌عنوان مدیرعامل اجرایی آن فعالیت می‌کند.سوت‌ساپلای یک شرکت سهامی خاص است.

## جوایز و افتخارات
سوت‌ساپلای توسط مجله نیویورک در سال ۲۰۱۲ به‌عنوان یکی بهترین مکان‌ها برای خرید کت‌وشلوار در شهر نیویورک معرفی شد.تیم گان و در سال ۲۰۱۱ مجله جی‌کیو این برند را در میان یکی از بهترین برندهای پوشاک مردانه قرار داد. طبق گزارشی از وال استریت ژورنال در سال ۲۰۱۱ یک دست کت‌وشلوار برند جورجو آرمانی  با قیمت ۳۶۲۵ دلار  کیفیتی برابر با یک دست کت‌وشلوار برند سوت‌ساپلای به ارزش ۶۱۴ دلار دارد. 
تیم گان در مصاحبه‌ای با Elle Decor سوت‌ساپلای را برندی عالی و مقرون‌به‌صرفه معرفی کرده و آن را جزو لیست ۱۲ چیز که نمی‌تواند بدون آن زندگی کند قرار داده است.

## فروشگاه‌ها

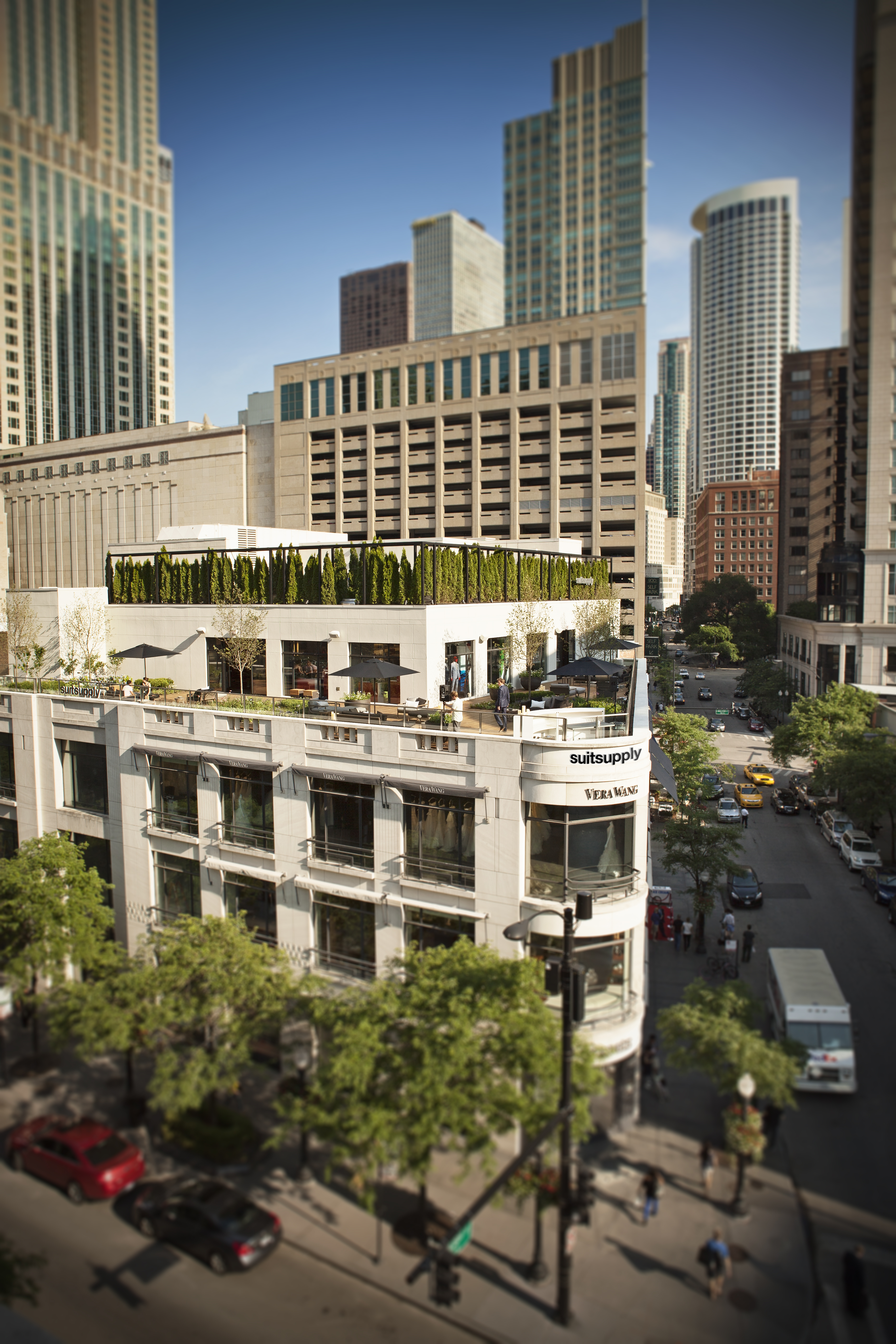
فروشگاه سوت‌ساپلای در خیابان راش شیکاگو

سوت‌ساپلای دارای فروشگاه آنلاین و فیزیکی در کشورهایی مانند بلاروس، چین، هلند، بلژیک، آلمان، ایتالیا، لتونی، لیتوانی،  مکزیک، انگلستان، کانادا، روسیه، سنگاپور، سوئیس و ایالات‌متحده است.
اولین فروشگاه سوت‌ساپلای خارج از هلند در آنتورپ و در سال ۲۰۰۷ افتتاح شد و در همان سال فروشگاهی در خیابان ویگو  لندن افتتاح کرد. دفتر مرکزی سوت‌ساپلای واقع در آمستردام است; آنها همچنین دفاتری در شهر نیویورک و شانگهای دارند.

## همکاری‌های ویژه
سوت‌ساپلای تأمین کننده رسمی پوشاک تیم المپیک هلند است. و توسط بخش ورزشی یاهو به‌عنوان بهترین لباس در مراسم افتتاحیه بازی‌های المپیک لندن ۲۰۱۲ معرفی شد . سوت‌ساپلای لباس  ورزشکاران المپیک هلند را در پکن ۲۰۰۸، ونکوور ۲۰۱۰، لندن ۲۰۱۲  و ریو ۲۰۱۶ طراحی کرده است.